# Osnowa geodezyjna

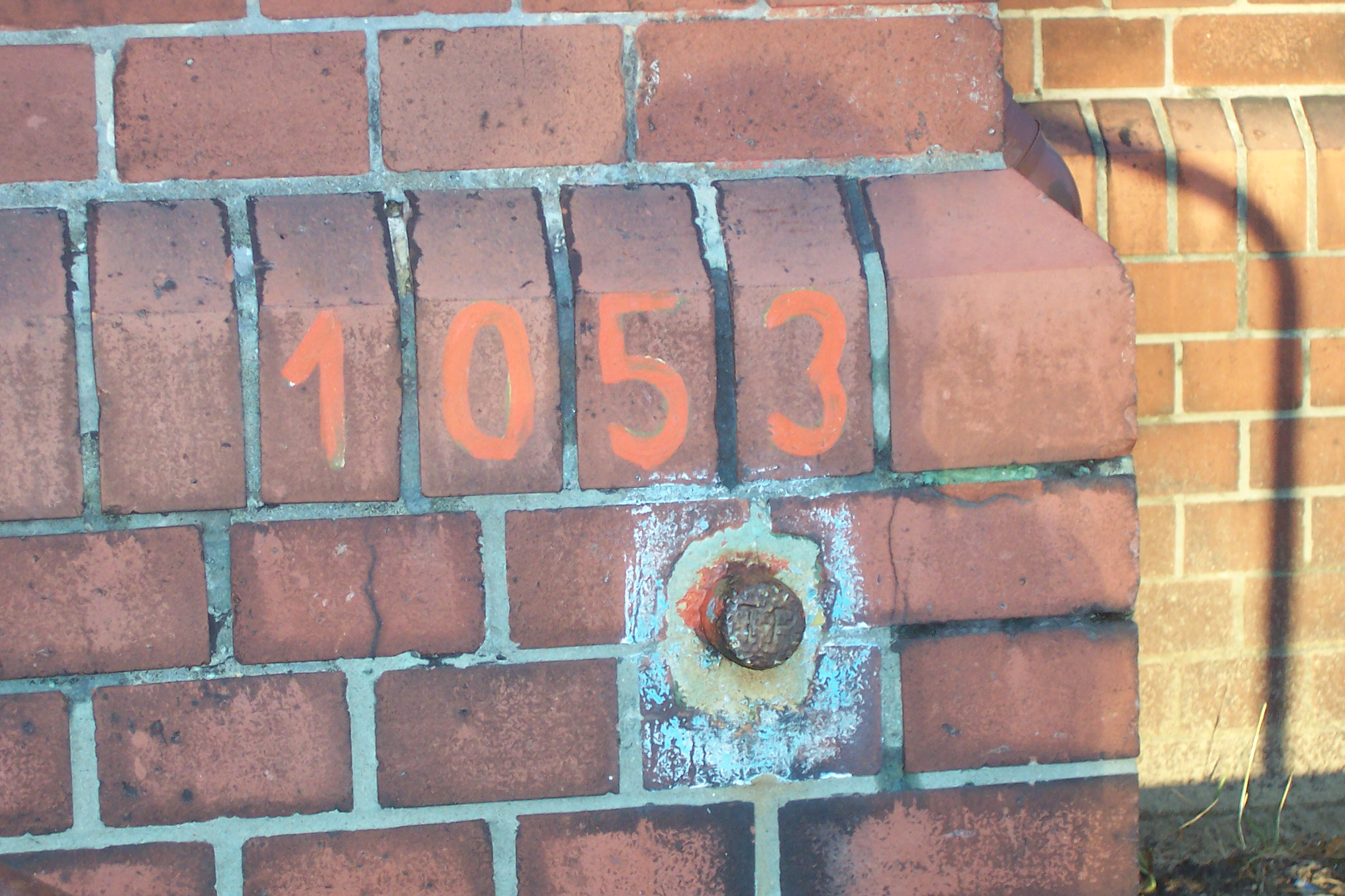
Reper, przykład punktu osnowy wysokościowej

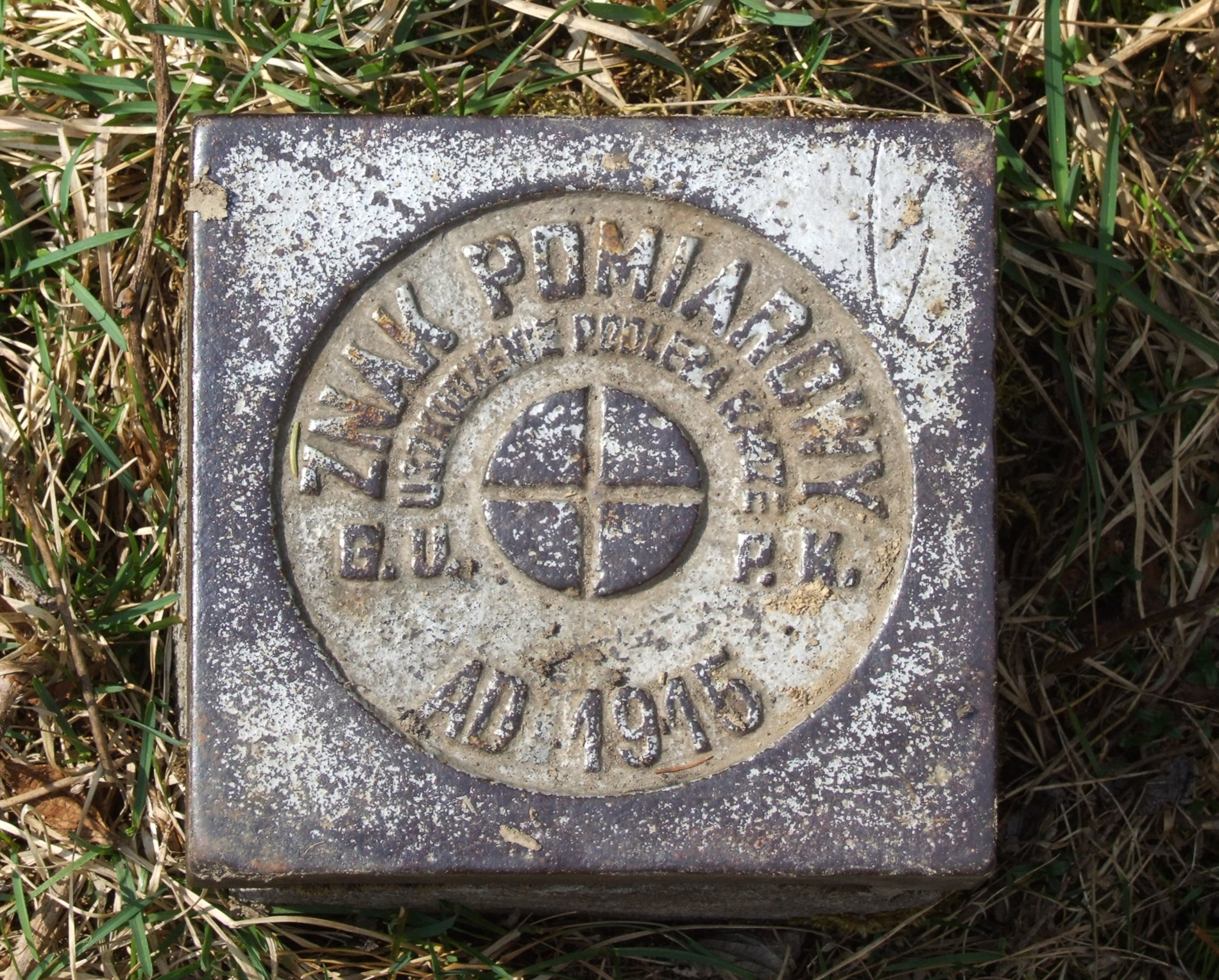
Głowica zespołu stabilizacji punktu osnowy geodezyjnej poziomej (jeden ze stosowanych typów)

Osnowa geodezyjna w Polsce – zbiór punktów geodezyjnych, które mają położenie wyznaczone w państwowym systemie odniesień przestrzennych, na których wyznaczono wielkości fizyczne charakterystyczne dla danego jej rodzaju oraz błąd ich wyznaczenia. Osnowy geodezyjne realizują fizycznie przyjęty układ współrzędnych, czyli tworzą układ odniesienia dla prac geodezyjnych i kartograficznych.

## Od 2021
Osnowy geodezyjne dzieli się na podstawowe osnowy geodezyjne, grawimetryczne i magnetyczne oraz szczegółowe osnowy geodezyjne. Punkty osnowy mają m.in. niepowtarzalne numery, opisy topograficzne, współrzędne, typ stabilizacji, dokładność (średnie błędy wyznaczenia) oraz zostały oznaczone w terenie znakami geodezyjnymi, a ich dane umieszczone w państwowym zasobie geodezyjnym i kartograficznym.

### Podstawowe osnowy geodezyjne i ich podział
Ze względu na funkcjonalność podstawowe osnowy geodezyjne dzieli się na rodzaje:
1. podstawową osnowę poziomą
2. podstawową osnowę wysokościową
3. osnowę grawimetryczną
4. osnowę magnetyczną

Dany, jednostkowy znak osnowy może pełnić funkcję punktu osnowy dla więcej niż jednego rodzaju osnowy.
Ze względu na dokładność ustalenia położenia lub wielkości fizycznej charakterystycznej dla określonego rodzaju osnów dzieli się je na klasy:
1. fundamentalną – stanowią ją punkty wyznaczone w sieciach o najwyższej dokładności, które przenoszą na obszar Polski geodezyjny europejski układ odniesienia właściwy dla danego rodzaju osnowy
2. bazową – stanowią ją punkty, które realizują układy odniesienia właściwe dla danego rodzaju osnowy

Rozporządzenie Ministra Rozwoju, Pracy i Technologii 6 lipca 2021 r. w sprawie osnów geodezyjnych, grawimetrycznych i magnetycznych podaje zagęszczenie punktów podstawowych osnów geodezyjnych, grawimetrycznych i magnetycznych oraz terminy ich okresowego przeglądu.

### Szczegółowe osnowy geodezyjne
Szczegółową osnowę geodezyjną stanowią punkty, które zostały nawiązane do podstawowej osnowy. Dzieli się ją na:
1. szczegółową osnowę poziomą
2. szczegółową osnowę wysokościową

## 2012–2021
W latach 2012–2021 osnowy geodezyjne zdefiniowane były w Rozporządzeniu Ministra Administracji I Cyfryzacji z dnia 14 lutego 2012 r. w sprawie osnów geodezyjnych, grawimetrycznych i magnetycznych.
Ze względu na dokładność oraz sposób jej zakładania osnowę geodezyjną dzieliło się na:
1. osnowę podstawową fundamentalną – punkty wyznaczone w sieciach o najwyższej dokładności, które przenoszą na obszar Polski geodezyjny układ odniesienia i układ wysokości
2. osnowę podstawową bazową – punkty wyznaczone w sieciach o najwyższej dokładności realizujące przyjęte układy odniesienia, i które są rozmieszczone równomiernie na terenie Polski
3. osnowę szczegółową – punkty wyznaczone w sieciach będących rozwinięciem podstawowej osnowy geodezyjnej, a stopień ich zagęszczenia jest uzależniony od stopnia zurbanizowania terenu.

Współrzędne punktów podstawowej oraz szczegółowej osnowy geodezyjnej wyznacza się w obowiązującej realizacji geodezyjnego europejskiego ziemskiego systemu odniesienia ETRS89.
Ze względu na cechę określającą znaczenie osnowy w pracach geodezyjnych i kartograficznych, kolejność włączania punktów do wyrównywania osnowę dzieliło się na 3 klasy. Podstawowym kryterium włączenia punktów osnowy do odpowiedniej klasy jest dokładność wyznaczenia współrzędnych (X, Y, H) punktu w państwowym systemie odniesień przestrzennych charakteryzująca się wartością błędu średniego wyznaczenia:
- klasę 1. stanowiła osnowa podstawowa fundamentalna
- klasę 2. stanowiła osnowa podstawowa bazowa
- klasę 3. stanowiła osnowa szczegółowa.

Osnowy geodezyjne, ze względu na wykorzystanie do konkretnych pomiarów geodezyjnych oraz sposób przedstawienia wzajemnego położenia punktów, dzieliło się na:
- osnowę poziomą (podstawową fundamentalną, bazową oraz szczegółową), w której określone jest wzajemne poziome położenie punktów na powierzchni, bez uwzględnienia różnic wysokości,
- osnowę wysokościową (podstawową fundamentalną, bazową oraz szczegółową), w której określono wysokość punktów względem poziomu odniesienia,
- osnowę dwufunkcyjną, której punkty mają znane położenie i wysokość, a więc spełniają równocześnie funkcje punktów osnowy poziomej i wysokościowej.

Modernizację podstawowej osnowy geodezyjnej przeprowadzało się nie rzadziej niż co 20 lat, a osnowy zakładanej metodami satelitarnymi GNSS nie rzadziej niż co 10 lat.

## 1979–2012
W latach 1979–2012 rodzaj i klasy osnów geodezyjnych określane były poprzez instrukcje i wytyczne techniczne obowiązujące w latach 1979–1999 i wprowadzane od 1979 na podstawie zarządzeń Głównego Urzędu Geodezji i Kartografii (GUGiK); oraz obowiązujące w latach 1999–2012 na podstawie rozporządzenia Ministra Spraw Wewnętrznych i Administracji z 24 marca 1999, które zostało uchylone 8 czerwca 2012 w związku z wejściem w życie zapisów ustawy z 4 marca 2010 o infrastrukturze informacji przestrzennej.
Ze względu na gęstość rozmieszczenia, dokładność oraz rolę w pracach geodezyjnych osnowy dzieliły się na:
- osnowę poziomą[6]:
  - podstawową (I klasa)
  - szczegółową (II i III klasa)
  - pomiarową (nieklasyfikowana)
- osnowę wysokościową[7]:
  - podstawową (I i II klasa)
  - szczegółową (III i IV klasa)
  - pomiarową (nieklasyfikowana)